# Daryl Homer
Daryl D. Homer (ur. 16 lipca 1990 na Charlotte Amalie, Wyspy Dziewicze) – amerykański szablista, wicemistrz olimpijski oraz wicemistrz świata.
Podczas igrzysk olimpijskich w Londynie w 2012 roku był piąty indywidualnie i ósmy drużynowo. Na rozgrywanych cztery lata później igrzyskach olimpijskich w Rio de Janeiro zdobył srebrny medal w rywalizacji indywidualnej. W finale przegrał z Węgrem Áronem Szilágyim 8-15. Brał też udział w igrzyskach olimpijskich w Tokio, zajmując ósme miejsce drużynowo i 23. miejsce indywidualnie. 
Na mistrzostwach świata w Moskwie w 2015 roku zdobył srebrny medal indywidualnie, w finale przegrywając z Rosjaninem Aleksiejem Jakimienko. W zawodach drużynowych zajął tam piąte miejsce. Był też między innymi czwarty drużynowo na mistrzostwach świata w Lipsku w 2017 roku.
Na igrzyskach panamerykańskich w Toronto (2015) wywalczył złoty medal drużynowo. Na igrzyskach panamerykańskich w Limie cztery lata później był najlepszy indywidualnie i drużynowo. Ponadto wielokrotnie zdobywał medale mistrzostw panamerykańskich, w tym złote indywidualnie na MP w Reno (2011), MP w Montrealu (2017) i MP w Asunción (2022) oraz drużynowo podczas MP w San José (2010), MP w Reno (2011), MP w Cancún (2012), MPw Panamie (2016), MP w Montrealu (2017), MP w Hawanie (2018), MP w Toronto (2019) i MP w Asunción (2022).